# Borzechów
Borzechów è un comune rurale polacco del distretto di Lublino, nel voivodato di Lublino.
Ricopre una superficie di 67,37 km² e nel 2010 contava 3 922 abitanti.